# Pentax S1
Pentax S1 (H1) — малоформатный однообъективный зеркальный фотоаппарат, производившийся фирмой Asahi Optical с 1961 до 1963 года в чёрном и чёрно-серебристом исполнении. Всего было выпущено около 46 500 камер этой модели, после чего она снята с производства. Модель S1 была, по сути, бюджетным вариантом камеры Pentax S3. Упрощения, внесённые в эту модель, являлись маркетинговым ходом и имели своей целью заполнение более дешёвого сегмента рынка.

## Отличия от Pentax S3
Как и в S3 выдержки затвора задавались единственным диском на верхней панели камеры. Из существовавшего набора выдержек (1/1000, 1/500, 1/125, 1/60, 1/30, 1/15, 1/8, 1/4, 1/2, 1 с, T и B) была исключена 1/1000 с. На самом деле выдержка 1/1000 с в камере присутствовала, её можно было установить, но на головке выдержек она не была промаркирована. Был дополнительный стоп при повороте головки выдержек между промаркированными значениями 1/500 и Т. Камера комплектовалась кит-объективом: Auto-Takumar 55 мм 1:2,2 с прыгающей диафрагмой ранней конструкции, требующей взвода пружины после каждого снимка. Такой тип за рубежом назывался «полуавтоматической» диафрагмой (англ. Semi Automatic Diaphragm), в отличие от самовозвратной автоматической, как в штатном объективе Auto-Takumar 55мм 1:1,8 камеры S3.

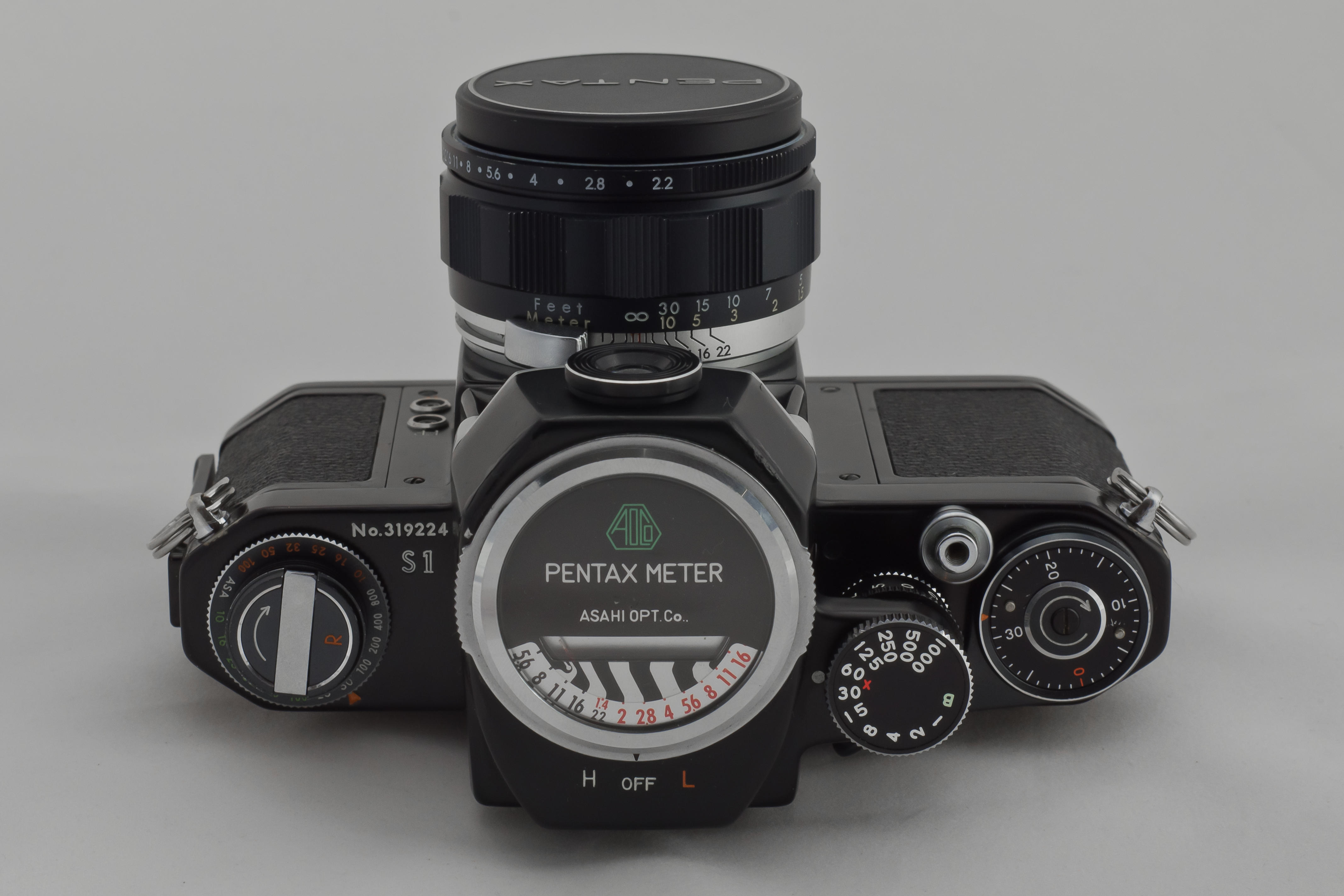
Asahi Pentax Meter.

В период производства этой камеры стал выпускаться надевающийся поверх пентапризмы компактный экспонометр Asahi Pentax Meter. Для его установки требовалась специальная выемка на диске выдержек (возле выдержки T). Сцепляясь с диском выдержек при помощи выемки на последнем и зуба на экспонометре экспонометр мог учитывать в расчётах установленную выдержку или наоборот задавать её (задавал выдержку фотограф, но с помощью диска на экспонометре и по его подсказке).
Крошечное окно индикатора рядом с кнопкой спуска, сигнализировало красным если затвор был взведён. Это нововведение впервые появилось у фирмы на модели S2 и присутствовало во всех резьбовых моделях, KM, KX, и K1000. В остальном камера полностью повторяла предшественницу: имела защиту от двойного экспонирования кадра, взвод механического фокального затвора с горизонтальным ходом матерчатых шторок осуществлялся рычагом, позаимствованным у Asahi Pentax. Сохранилась и пара синхроконтактов FP и X.

## Название камеры

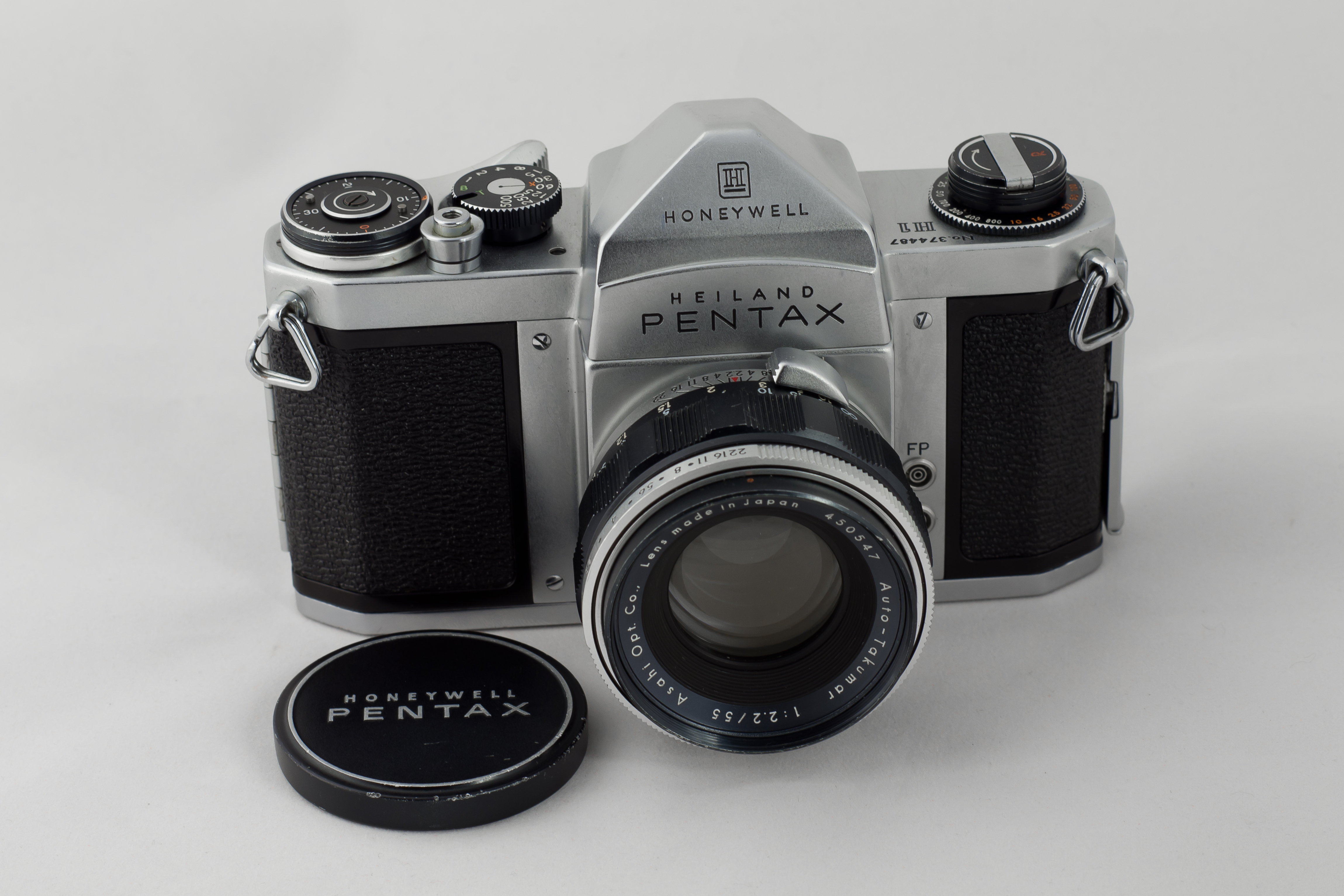
Heiland Pentax H1

Компания Honeywell была эксклюзивным дистрибьютором Asahi Optical в США с 1959 по 1974 год. В связи с этим все камеры Asahi Optical на территории США продавались под торговой маркой Honeywell, что отражалось в логотипе нанесённом на фронтальную часть пентапризмы.

## Совместимость
Asahi Pentax S1 совместим с любыми объективами с резьбой M37×1 (с помощью адаптера) или M42×1 с рабочим отрезком 45,5 мм.